# 大泉サロン
大泉サロン（おおいずみサロン）は、かつて東京都練馬区南大泉に存在した借家で、漫画家の竹宮惠子と萩尾望都が1970年から1972年にかけて2年間同居し交流の場となった際の呼び名である。「24年組」と呼ばれ、のちに日本の少女漫画界をリードした女性漫画家達が集った。

## 概要
1970年5月に徳島県から上京した竹宮が、講談社から臨時アシスタントを依頼されて来た萩尾望都に同居を誘い、それで、同年10月に福岡県から上京した萩尾が、萩尾のペンフレンドで上京後に2人の共通の友人となった増山法恵（のち漫画原作者、小説家、音楽評論家）の紹介で同居生活を始めた借家が、交流の場となった時の呼び名である。2階建て2戸連棟のうちの1戸で、増山の家の斜め向かいにあった。家賃は2万円余りで2人で折半していたものの、それでも当時としてはかなり大きな額だったが、萩尾は目途がついたので上京した。
2人が1972年に杉並区下井草の別々のアパートにそれぞれ転居するまで、当時の若手女性漫画家たちが集う場となり、特定はできないが、彼女らが「大泉サロン」と名付けた。編集者やファンも多くが出入りし、増山は毎日来ていた。1950年代に手塚治虫や当時の若手漫画家が集った「トキワ荘」（東京都豊島区）と比べられることが多い。違いはトキワ荘は別部屋のアパートであるが、大泉は名もない築30年以上の古い建物で、1階は4畳半でこたつを置いた部屋でサロンの談話部屋ともなり、小さなキッチンと風呂、2階は6畳の2人の仕事部屋と3畳の部屋があり、2人の寝室にもしていた。生活用品や家具は竹宮が従来のものを持ち込み共用にして、萩尾は基本的な漫画道具と布団と衣類などで入り、部屋の仕切りも厳密に決めなかった。
東京に生まれ育ち、プロのピアニストを目指していた増山は、幼いころからクラシック音楽、文学、映画、そして漫画にも親しみ、少女漫画・少女漫画家が低く扱われることを不満に思い、少女漫画家の共同体構築を視野に入れていた。増山は芸術として高いレベルの少女漫画を目指し、竹宮、萩尾にヘルマン・ヘッセの小説や映画、音楽など様々なものを紹介した。竹宮は、少年愛はテーマとしてもともと持っていて、後の『風と木の詩』の構想を固めていく中で、増山と意気投合したとしている。萩尾は、『トーマの心臓』のきっかけになったフランス映画『悲しみの天使』は竹宮から誘われ一緒に観たという。しかし増山は、のちに2人の作品のテーマになる「少年愛」は元は増山の趣味で、こういった作品を描いてほしくて2人に教えたと述べており、竹宮も増山からいろいろ聞いているうちに少年同士の世界「耽美」を認識するようになったと述べていて、かなり食い違いがある。2人が同居をはじめる際、『別冊少女コミック』の副編集長であった山本順也は、一つ屋根の下に作家が2人住むのは前代未聞だとして反対したという 。
「大泉サロン」には、山田ミネコ（1949年生）、ささやななえこ（1950年生）、伊東愛子（1952年生）、佐藤史生（1952年生）、奈知未佐子（1951年生）、それに少女同人サークル「ラブリ」（石川県金沢市）の坂田靖子（1953年生）、花郁悠紀子（1954年生）、波津彬子（1959年生）、たらさわみち、城章子など、いわゆる24年組と呼ばれる世代を中心とする若手女性漫画家やアシスタントが集まった。ファンで参加し、後に漫画家になった者もいた。1970年12月『雪と星と天使と…』掲載後に、集英社系で活躍していた先輩格の山岸凉子ともりたじゅんが、遊びという形で訪問し、山岸は萩尾に会いに何度か来るようになった。
半年ほどで常時数名が合宿という状態になり、互いに臨時のアシスタントとして手伝いあった。生活費はあるとき払いで入れていた。肉筆回覧誌『魔法使い』の制作をはじめ、互いの作品制作協力、少女漫画の今後のあり方に関する議論などの活動が行われた。明け方まで熱談が続くこともよくあり、多くが参加した出版社のパーティの後日にも感想や情報交換で盛り上がった。ただし、萩尾は生活時間帯も7時前起床から21時半就寝と違い、話は聞くが会話の中心になることはなく、一歩引いて自分のペースを守り作品を描いていた。1972年には竹宮、増山、萩尾、山岸の4人が45日間をかけて、ハバロフスク、モスクワ、パリ経由の欧州旅行を行い、EU以前の各国の特色が明確だった欧州の文化に触れ取材できて、竹宮ら24年組がヨーロッパを舞台にした漫画を描く原動力になった。
2年間で「サロン」は解散するが、その後も、参画した漫画家同士はそれぞれに親密な関係を持ち続けた。ただし、竹宮は大泉サロン2年目に萩尾の切り込み方の独創性や映画的で画像を中心にした斬新な表現、そして新技法の開発という大きな才能と、萩尾作品は『月刊少女コミック』に柱として毎月小枚数の時でも必ず載せる方針の山本順也編集者、漫画関係者でも話題になり萩尾を訪問する多数のファンの評価などにかなりの焦りを感じ、やがてスランプと精神的な変調状態になる。
そして、賃貸の契約切れを名目上のきっかけに「サロン」は解散した。その後、竹宮は下井草で増山と同居し、萩尾とは「距離を置きたい」と言い、そのままになっているという。一方の萩尾は「サロン」の解散について「自分の収入が安定したから解散した」と語る程度で、長らく沈黙を守っていた。
しかし、竹宮が2016年に自伝『少年の名はジルベール』（小学館）を上梓して萩尾を含めた大泉時代の内容を記して以来、萩尾の元に大泉時代に関する複数の企画や問い合わせが持ち込まれたことで、自分の立場での事情説明を決意し、2021年に回想録『一度きりの大泉の話』（河出書房新社）を出版した。この回想で、大泉時代の出会いと別離が現在の心境も交えて綴られている。竹宮が「距離を置きたい」としか書かなかった別離の事情について、萩尾は（大泉を出て下井草に居住していたときに）竹宮から作品について指摘され、ショックを受けたことを記している。萩尾は同書末尾で、今後は大泉時代に関する企画については自身はかかわる意思がないことを明言した。
なお「サロン」があった建物自体は、その後の住人が入居して変遷する中で老朽化し、既に取り壊されている。

## 関連記事
- 東京新聞 2021年5月12日夕刊6面コラム大波小波「もう一つの聖地の真実」
- 東京新聞 2021年5月19日夕刊5面コラム大波小波「「大泉サロン」の亀裂」